# Vaceletia crypta
Vaceletia crypta är en svampdjursart som först beskrevs av Jean Vacelet 1977.  Vaceletia crypta ingår i släktet Vaceletia och familjen Verticillititiidae. Inga underarter finns listade i Catalogue of Life.